# 2923 Schuyler
2923 Schuyler eller 1977 DA är en asteroid i huvudbältet som upptäcktes den 22 februari 1977 av Harvard College Observatory. Den är uppkallad efter Catherine Schuyler.
Asteroiden har en diameter på ungefär 9 kilometer.